# Route nationale 10 (Inde)
Pour les articles homonymes, voir Route nationale 10.
La route nationale 10 (en anglais : National Highway 10, sigle NH 10), une route nationale  en Inde qui s'étend de Siliguri jusqu'à Gangtok.

## Tracé
La NH10 part de la frontière entre le Bangladesh et l'Inde, puis traverse Phulbari, Siliguri, Sevoke, Kalijhora, Rambi Bazar, Teesta Bazaar, Kalimpong, Melli au Bengale-Occidental et Rangpo, Majitar, Singtam, Ranipool, Gangtok dans l'État du Sikkim. 
Le pont Atal Setu qui est le plus long pont routier du Sikkim se trouve sur la route nationale 10 à la frontière du district de Kalimpong au Bengale-Occidental et du district de Pakyong au Sikkim, dans la ville de Rangpo,.